# 腺柃
腺柃（学名：Eurya glandulosa）为山茶科柃木属下的一个种。

## 扩展阅读
- 維基物種上的相關：腺柃